# エダアシクラゲ
エダアシクラゲ（枝足水母、学名：Cladonema pacificum）は、花クラゲ目エダアシクラゲ科に分類されるクラゲの1種。名前は触手の枝分かれに由来する。飼育が容易である。

## 特徴

### クラゲ
傘高3.8mm、幅2.9mmの小さなクラゲだが、大きいものは傘高6mm程度になる。ゼラチン質は薄く、口柄は黄色で円筒形、6本の口縁触手がある。口柄の周囲の生殖腺は8部に分かれる。
放射管は6本であるが、1本おきの3本は基部で分枝し、そのため全体では放射管は9本ある形となる。それぞれの放射管が傘縁に達するところから触手がでる。触手は基部が黄色く、左右と腹面に褐色の短い枝を3-4本出す。付着器は触手の付け根の触手瘤にある。触手の基部にはまた、眼点が存在する。

### ポリプ
ポリプは基盤上に広がるヒドロ根で繋がった群体を形成する。ヒドロ花は立ち上がり、高さ1mm程度。口盤の少し下に4本の頭状触手を輪生する。水母芽はヒドロ花の側面に生じる。

## 分布と生息環境
日本各地の近海に生息する。ホンダワラなどの陰に隠れている。普段は浮遊せずに海藻や岩に粘液で付着している。短い距離ならば泳ぐこともある。なお、このような習性のために日本産海洋プランクトン検索図鑑はこれを取り上げていない。
ポリプは海岸の潮溜りなどに生育してシオダマリミジンコなどを餌としている。

## 生活環
日本沿岸では4月、5月頃から7月頃までクラゲが見られる。
石巻では5月後半から8月前半までクラゲが採集できた。5月には未熟個体が多かったが、それ以降は成熟個体が大部分だった。なお、この種は雌雄異体である。飼育下では放卵放精は明暗周期によって誘発され、特に明期の後に15分程度の暗期を与えることでほぼ確実に誘引できる。また同一個体が毎日のように何度も放卵放精を行う。1個体の放卵数は多いものでは数百個に達した。野外では夜になると毎日のように放卵放精が行われるものと考えられる。
受精卵は約1日でプラヌラ幼生となり、遊泳を始める。数日間遊泳した後、プラヌラ幼生は基盤上に定着し、丸い細胞塊となる。ここから細長く伸びて触手を生じ、初期ポリプが形成される。これには約4日かかる。初期ポリプは小さく、ブラインシュリンプ1匹を自力で捕獲摂食できないが、切断片を与えると1週間後には自力で捕獲できる大きさに達した。ヒドロ根を切り取り、他の容器に移すことで無性的に増殖させることも可能である。
低温ではヒドロ花は退化し、ヒドロ根のみが残り、温度を上げると再びヒドロ花が発達してクラゲ芽を生じるようになる。野外では秋にはクラゲは死滅するので、冬はポリプ世代がヒドロ根だけの状態で過ごし、春に水温が上昇するに連れてヒドロ花を発達させてクラゲを生じるようになると考えられる。

## 分類
近縁種にはムツノエダアシクラゲ（Cladonema uchidai Hirai, 1958）がある。

## 利害
一般的な利害は特にない。

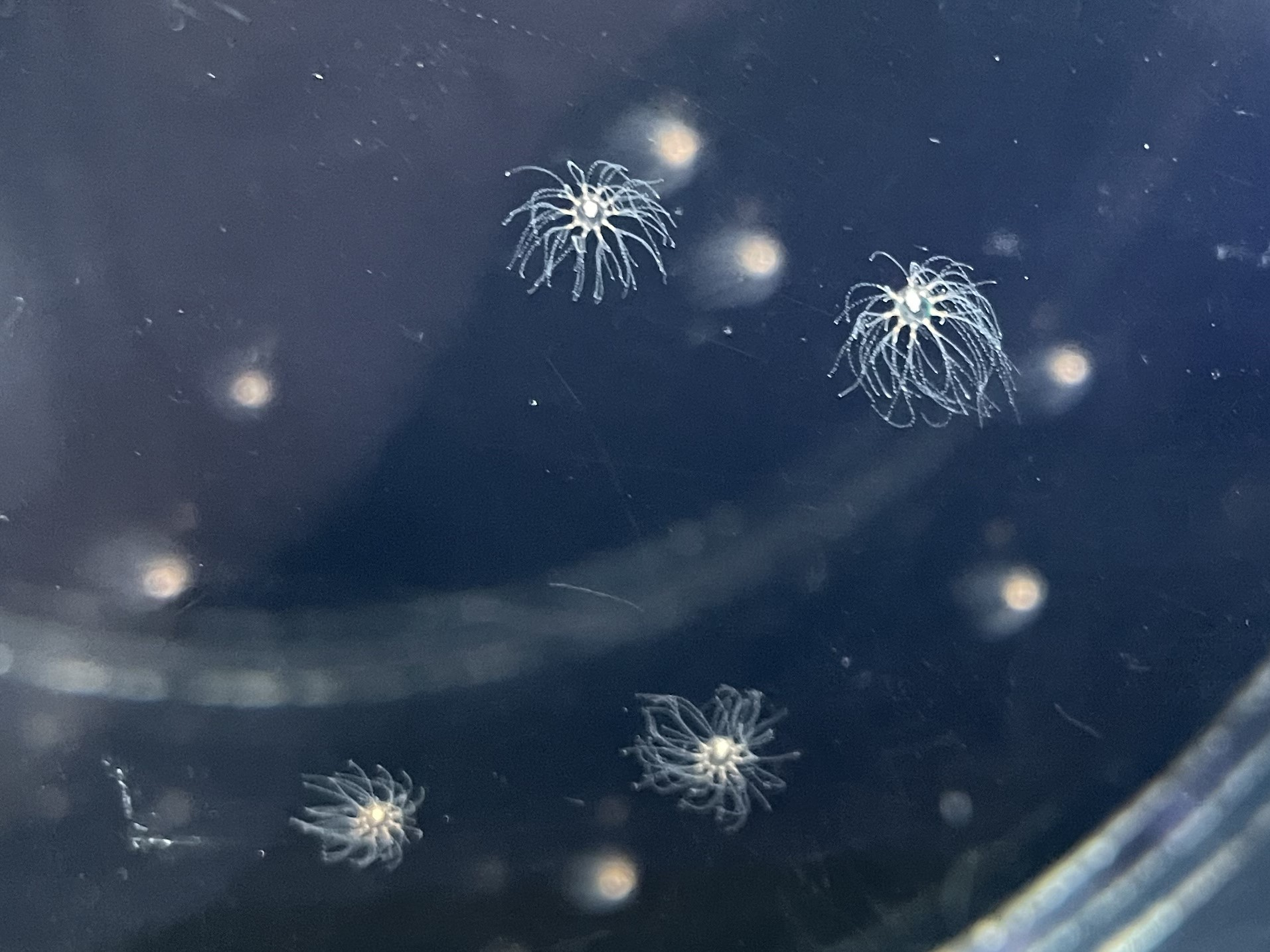
マリホ水族館での展示

実験動物として飼育されることがある。飼育条件下ではブラインシュリンプが餌となり、これのみを餌にして生活環が完結できる。適温は15℃前後。出口・伊藤(2005)穂本種の有用性について以下のように述べている。刺胞動物においてよくモデル生物に使われてきたものにヒドラがあるが、この場合、有性生殖を誘発させるのが難しく、成功しても個体当たりせいぜい卵1-2個を得るのみであること、同様に生活環を完結できるタマクラゲの場合、クラゲが小さく、産卵数がやはり少ない（クラゲ1個体で20-50個）であるのに対し、本種はクラゲの大きさもその2倍ほど、メスクラゲ1個体が1回で数百個を産卵する。また、タマクラゲ同様に明暗周期によって産卵を誘発できる。
ちなみに本種は他のクラゲなどの飼育用水槽に勝手に出現して繁殖することもある。これは餌用のブラインシュリンプの耐久卵に本種のシストが混じっており、それが出現するのだとの説がある由。現時点では与太話レベルであるようだが、「本当であれば大発見かも」との声もある。